# Усманходжаев, Эркин
Эркин Усманходжаев — советский хозяйственный, государственный и политический деятель, Герой Социалистического Труда.

## Биография
Родился в 1927 году в Ферганской области. Член КПСС с 1949 года.
С 1943 года — на хозяйственной, общественной и политической работе. В 1943—1987 гг. — колхозник, звеньевой, бригадир, председатель колхоза «Большевик» Багдадского района Ферганской области.
Указом Президиума Верховного Совета СССР от 11 января 1957 года присвоено звание Героя Социалистического Труда с вручением ордена Ленина и золотой медали «Серп и Молот».
Умер в Ферганской области после 1987 года.

## Награды и звания
- Герой Социалистического Труда (11.01.1957).
- орден Ленина (19.06.1951, 11.01.1957)
- орден Трудового Красного Знамени (16.01.1950, 20.02.1978)
- орден Дружбы народов (06.06.1984)
- орден «Знак Почёта» (1948)